# Оршанская волость

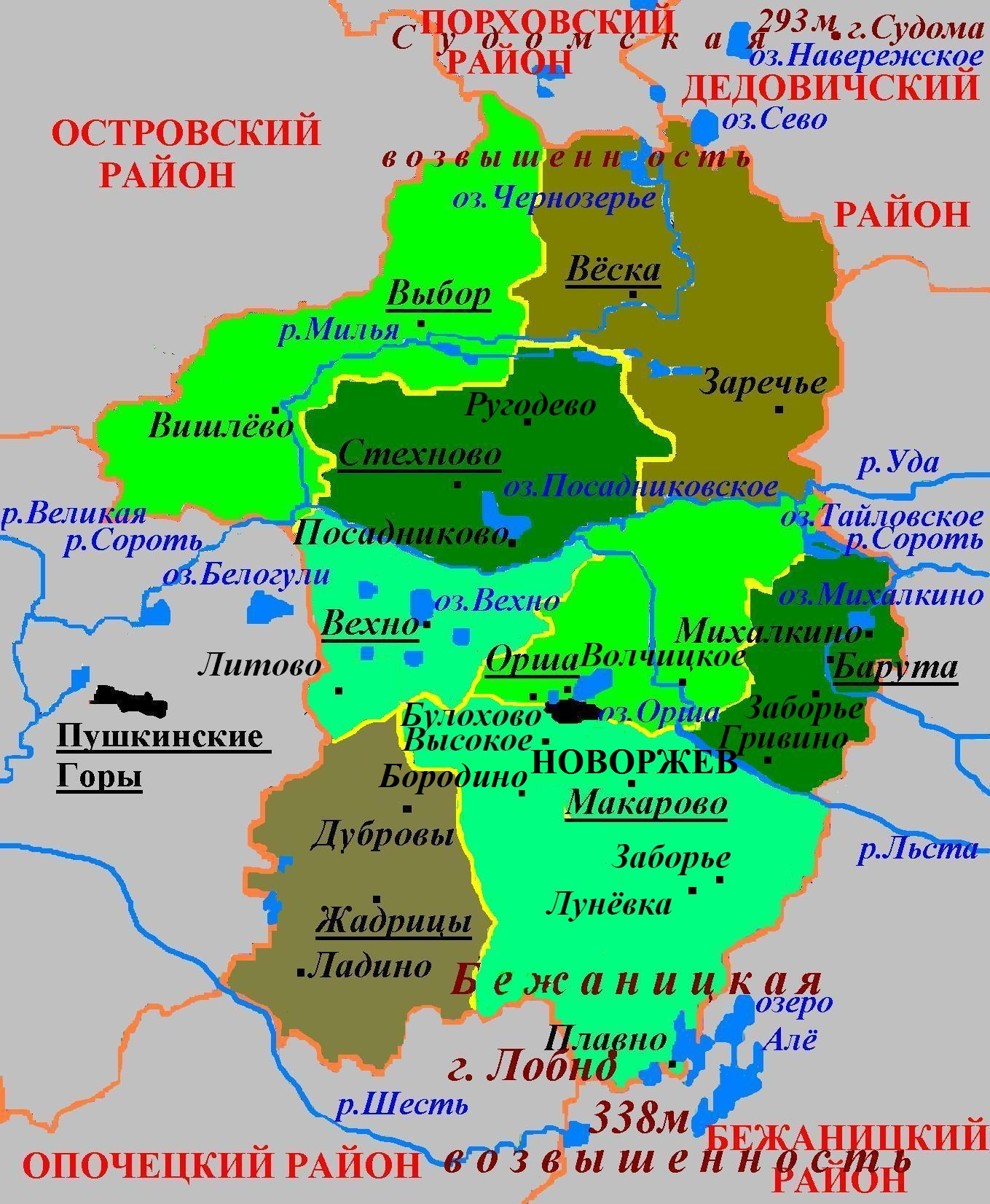
Административное деление Новоржевского района в 2005—2015 гг.

Оршанская волость — упразднённые административно-территориальная единица 3-го уровня и муниципальное образование со статусом сельского поселения в Новоржевском районе Псковской области России.
Административный центр — деревня Орша.

## География
Территория волости граничила на западе с Жадрицкой, на севере — с Вехнянской, Стехновской и Вёскинской волостями, на востоке — с Барутской и Макаровской волостями Новоржевского района, на юге — с Опочецким районом, на северо-востоке — с Бежаницким районом Псковской области.
На территории волости расположено озеро Орша (2,7 км², глубиной до 4 м), Студенецкое или Студёное (0,4 км², глубиной до 25 м) и др.

## Население
| 2002 | 2010  | 2012  | 2013  | 2014  | 2015  |
| ---- | ----- | ----- | ----- | ----- | ----- |
| 2019 | ↘1170 | ↘1169 | ↘1153 | ↘1147 | ↘1130 |

## Населённые пункты
В состав Оршанской волости входило 37 деревень: Орша, Булохово, Староселье, Сторожня, Анашкино, Малое Никулино, Большое Никулино, Шастово, Мешток, Бездеж, Березовец, Болоково, Доманово, Курохново, Ивахново, Грибово, Большое Кузино, Плясани, Мирослав, Заболотье, Мосеево, Васьково-Иглино, Красное Болото, Клопино, Струга, Большая Пожня, Песчанка, Зенцово, Волчицкое, Приветок, Большая Слобода, Теляково, Тростницы, Песчивицы, Ямищи, Коньково, Прусы.

## История
Постановлением Псковского областного Собрания депутатов от 26 января 1995 года все сельсоветы в Псковской области были переименованы в волости, в том числе Оршанский сельсовет был превращён в Оршанскую волость.
Законом Псковской области от 28 февраля 2005 года в границах Оршанской волости было также образовано муниципальное образование Оршанская волость со статусом сельского поселения с 1 января 2006 года в составе муниципальное образование Новоржевский район со статусом муниципального района.
Законом Псковской области от 30 марта 2015 года волость была упразднена и 11 апреля 2015 года включена в состав Вехнянской волости с административным центром в деревне Орша.